# Comuna Podgoria, Buzău
Podgoria (în trecut, Jideni) este o comună în județul Buzău, Muntenia, România, formată din satele Coțatcu, Oratia, Pleșești, Podgoria (reședința) și Tăbăcari.

## Așezare
Comuna se află pe malul stâng al râului Râmnicu Sărat, imediat în amonte de municipiul Râmnicu Sărat, și este legat de acesta printr-o șosea comunală ce merge în prelungirea șoselei naționale DN22, care își are capătul în intersecția cu DN2 în acel oraș.
În localitatea de reședință, se află o fabrică de încălțăminte și o crescătorie de animale. La 12 km de centrul comunei se află satul Pleșești. Activitatea principală a locuitorilor comunei este viticultura. La 6 km de centrul comunei se afla satul Coțatcu, în care se găsește biserica monument istoric a parohiei „Tigoiu”. În comuna Podgoria se mai află și mănăstirea Sfânta Treime sau Podul Bulgarului situată la 500 m de DN2 între Râmnicu Sărat și Focșani.

## Demografie
Componența etnică a comunei Podgoria
     Români (93,66%)
     Alte etnii (0,73%)
     Necunoscută (5,6%)
Componența confesională a comunei Podgoria
     Ortodocși (93,69%)
     Alte religii (0,67%)
     Necunoscută (5,63%)
Conform recensământului efectuat în 2021, populația comunei Podgoria se ridică la 3.266 de locuitori, în creștere față de recensământul anterior din 2011, când fuseseră înregistrați 3.236 de locuitori. Majoritatea locuitorilor sunt români (93,66%), iar pentru 5,6% nu se cunoaște apartenența etnică. Din punct de vedere confesional, majoritatea locuitorilor sunt ortodocși (93,69%), iar pentru 5,63% nu se cunoaște apartenența confesională.

## Politică și administrație
Comuna Podgoria este administrată de un primar și un consiliu local compus din 11 consilieri. Primarul, Marius-Viorel Chiru[*], de la Partidul Social Democrat, este în funcție din 2012. Începând cu alegerile locale din 2024, consiliul local are următoarea componență pe partide politice:
|  | Partid                    | Consilieri | Componența Consiliului | Componența Consiliului | Componența Consiliului | Componența Consiliului | Componența Consiliului | Componența Consiliului | Componența Consiliului |
|  | ------------------------- | ---------- | ---------------------- | ---------------------- | ---------------------- | ---------------------- | ---------------------- | ---------------------- | ---------------------- |
|  | Partidul Social Democrat  | 7          |                        |                        |                        |                        |                        |                        |                        |
|  | Alianța Dreapta Unită     | 3          |                        |                        |                        |                        |                        |                        |                        |
|  | Partidul Național Liberal | 1          |                        |                        |                        |                        |                        |                        |                        |

## Istorie
La sfârșitul secolului al XIX-lea, comuna purta numele de Jideni, făcea parte din plasa Râmnicul de Sus a județului Râmnicu Sărat și era formată din satele Oratia (reședința), Țigoiu, Coțatcu, Tăbăcari și Flămânda, având în total 2251 de locuitori. În comună funcționau o școală mixtă cu 69 de elevi, fondată de stat în 1863; și 4 biserici — una în Oratia, datând din 1859, una în Jideni, din 1817, una în Coțatcu din 1843 și una în Țigoiu, înființată la 1857. Satul Pleșești făcea pe atunci parte din comuna Dănulești. În 1925, comuna Jideni făcea parte din plasa Orașul a aceluiași județ și avea în componență aceleași sate, cu o populație de 3374 de locuitori.
În 1950, comuna Jideni a fost inclusă în raionul Râmnicu Sărat al regiunii Buzău și apoi (după 1952) al regiunii Ploiești. În 1964, satul Jideni a fost redenumit Podgoria și a devenit reședința comunei, care și-a luat și ea numele de Podgoria. Patru ani mai târziu, la revenirea la organizarea pe județe, comuna Podgoria a fost transferată la județul Buzău, din care face parte de atunci. Cu această ocazie, satul Tigoiu a fost desființat și inclus în satul Coțatcu, iar comuna a preluat și satul Pleșești de la comuna Dedulești, desființată.

## Monumente istorice
Trei obiective din comuna Podgoria sunt incluse pe lista monumentelor istorice din județul Buzău, ca monumente de interes local. Unul dintre ele este situl arheologic „Cetățuia” aflat la 2 km nord-vest de satul Coțatcu și cuprinde o așezare eneolitică aparținând culturii Gumelnița (mileniul al IV-lea î.e.n.) și o altă așezare din Epoca Bronzului, cultura Monteoru (mileniile al III-lea–al II-lea î.e.n.). Alte două obiective sunt clasificate ca monumente de arhitectură: biserica de lemn „Adormirea Maicii Domnului” din Coțatcu, datând din 1858, și casa Alexandru N. Teodorescu, datând de la începutul secolului al XIX-lea, din satul Pleșești.

## Personalități născute aici
- Victor Roșca (n. 1954), fotbalist.